# Colaspidea globosa
Colaspidea globosa es un coleóptero de la familia Chrysomelidae.
Fue descrita científicamente en 1848 por Küster.